# 本因坊秀元
（1854年—1917年9月5日），日本圍棋棋手，為本因坊秀和的第三子，本名土屋百三郎。

## 生平

### 第一次繼任本因坊
秀和爭議性的傳位給長子秀悅後，造成秀和門下第一弟子村賴秀甫（上手）離開坊門創立方圓社，彼時傳統圍棋四大家仍是守著古法毫無進步，致使現代化的方圓社壓倒性的將四家弄得銷聲匿跡；如此壓力下，從小養尊處優的秀悅漸感不消，最後精神異常。此時秀甫、丈和第三子中川龜三郎（五段）都重新詢問過成為秀悅的跡目的可能性；但在當初秀和希望三個兒子好好保持家業的情況下，秀悅頑固地將本因坊傳給弟弟百三郎，是為第十六世本因坊秀元，棋力僅三段，成為當時碁界笑話（當時方圓社許多社員段位都比他高）。
在方圓社舉行的圍棋大會上，秀甫希望團結四家，共同弘揚碁道，四家向來都是閉門自傳，但當時方圓社如日中天，也只好含糊答應。會上，上了年紀的松本因碩強迫秀元替其倒茶、拿菸灰缸，會後秀元十分惱怒，使得之後井上家同意與方圓社合作，而秀元則以「有松本在，本因坊家與之勢不兩立。」，而使當時碁界不能團結（其實當時方圓社的勢力早已不須四家幫助）。

### 退位
1882年，秀元已當上家督三年，仍只有四段。彼時秀元在林家做家督的二哥秀榮因前家督柏榮遺孀喜美子（秀榮養母）終於去世，終於掌握林家大權。秀榮見弟弟一直不長進，使得本因坊家落魄至斯，隔年從林家復歸本因坊家，彼時傳統四家已可有可無，加上本因坊家歷經兩次大火，已毫無財產，而林家財產頗豐，秀榮因此沒立新家督，反而將林家併入本因坊家，傳統四大家因此剩三家。翌年，秀元示意退位，秀榮繼任，是為第十七世本因坊秀榮。不過也有認為是秀榮為了政治上的名聲逼迫秀元退位的。

### 二次繼任
1907年，秀榮去世，指定五段的雁金準一為繼承人，但準一僅入門兩年，原為方圓社社員，不論棋力、入門年資都比不上秀榮培育許久、七段的田村保壽；不過由於秀榮不喜歡保壽，且對準一愛護異常，所以立準一為繼承人，甚至將田村保壽開除家籍，引起非議。本因坊門因而分成兩派，一時坊門無主，於是就暫由尚在人間的秀元繼任為家督，為第二十世。就任家督當天，秀元應眾人勸說升上六段，論實力六段無話說，但隔天秀元自覺不好意思，又把自己降為四段，倒是一件趣事。
相較於秀榮喜歡準一，秀元反而是支持保壽的，隔年，趁保壽與中川龜三郎二世（石井千治）的第四次十番碁第一盤勝出後，將本因坊讓位給保壽，是為第二十一世本因坊秀哉。此外對中川龜三郎二世、田村保壽的對局，作為下手成績很好，實力有達六段。

## 其他

### 後世評價
秀元史評為「生性剛直、恬淡，名利心極淡。年紀輕輕繼任家督，卻對此名號感到苦惱而活得很辛苦。退休後（第一次退休），如飄逸的世外高人。技藝雖不達做為家督的實力，但有著與實不符的四段卻只報升一天的六段。平時愛酒，被稱為『酒仙』。」

## 外部連結
日本圍棋故事